# صفية بنت أبي العاص
صفية بنت أبي العاص القرشية الكنانية هي سيدة من سادات مكة ومن أثريائهم، وهي الزوجة الأولى لأبي سفيان بن حرب، وكانت تكبره بـ 12 سنة.

## نسبها
- أبوها: عمرو بن امية بن عبد شمس بن عبد مناف بن قصي بن كلاب بن مرة بن كعب بن لؤي بن غالب بن فهر بن مالك بن قريش بن كنانة. ابوالعاص القرشي.[2]
- بناتها : أم المؤمنين رملة الأموية القرشية.